# Cap'n Jazz

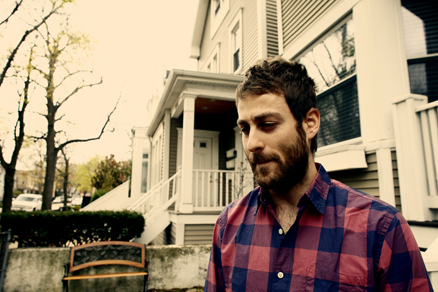
Mike Kinsella, känd från Cap'n Jazz, American Football och Owen

Cap'n Jazz var ett inflytelserikt emoband bildat 1989 av bröderna Tim och Mike Kinsella i Chicago. Efter att gruppen bytt namn ett antal gånger och gitarristen Davey von Bohlen gick med i bandet började gruppen få en kultstatus i Chicago-området och Mellanvästern.
Efter att ha släppt ett flertal singlar på olika skivbolag släppte gruppen sitt enda album Burritos, Inspiration Point, Fork Balloon Sports, Cards In The Spokes, Automatic Biographies, Kites, Kung Fu, Trophies, Banana Peels We've Slipped On and Egg Shells We've Tippy Toed Over (också känt som Shmap’n Schmazz) på skivbolaget Man With Gun Records år 1994. Gruppen upplöstes snart efter utgivningen av debutalbumet. 1998 släppte Jade Tree Analphabetapolothology som är en antologi över gruppens utgivna material, inklusive debutalbumet.
Gruppen återförenades för ett antal livespelningar under 2010.

## Diskografi

### Studioalbum
- Burritos, Inspiration Point, Fork Balloon Sports, Cards In The Spokes, Automatic Biographies, Kites, Kung Fu, Trophies, Banana Peels We've Slipped On and Egg Shells We've Tippy Toed Over (också känt som Shmap’n Schmazz) – LP/CD (Man With Gun Records, 1994)

### Singlar
- Sometimes if you stand further away from something, it does not seem as big. Sometimes you can stand so close to something you can not tell what you are looking at. – 7” (Underdog Records, 1993)
- Boys 16 to 18 Years... Age of Action – (Further Beyond Records, 1993)

### Antologi
- Analphabetapolothology – 2xCD (Jade Tree Records, 1998), 2xLP (Jade Tree Records 2010)